# Кінопрокат

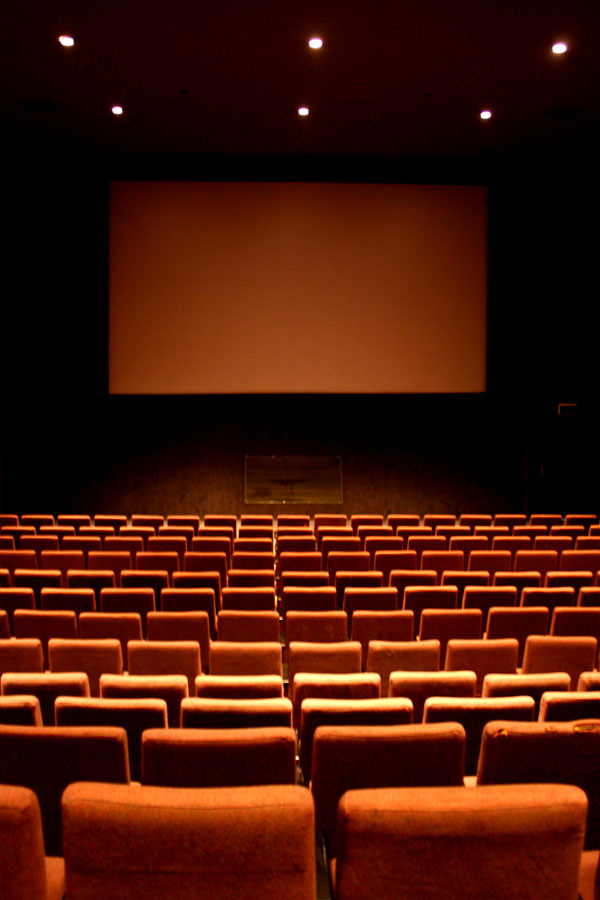
Кінотеатр в Австралії

Кінопрокат або кінодистриб'юція (англ. film distribution) — масовий показ фільмів в мережі кінотеатрів, організований кінопрокатником.

## Історія
Вважається, що кінематограф виник як вид мистецтва тільки з появою платних кіносеансів у грудні 1895 року, коли в Парижі брати Люм'єр створили перший кінотеатр на бульварі Капуцинів.
Поширення кіно в більшості країн, зокрема й в Україні, починалося з кінопрокату, що демонстрував фільми, зроблені в інших країнах. Дуже швидко на додаток до переобладнаним театрам і кафе стали відкриватися спеціалізовані кінотеатри, утворилися кіномережі. У цій області лідирували США, де вже до 1908 року з'явилося 3000 кінотеатрів (англ. nickelodeon, від слів англ. nickel (п'ятицентова монета) і «одеон» (грецький театр). Цьому швидке становлення кінопрокатної мережі призвело до розвитку американської кіноіндустрії і створення Голлівуду в кінці 1910-х років.
Демонстрування кіно в Києві почалося з 1897 року у приміщенні Бергоньє театру. Наприкінці XIX ст. з'явилися перші стаціонарні «ілюзіони» — кінотеатри Шанцера, «Корсо», «Експрес», розташовані на Хрещатику. В Російській імперії загалом на 1913 рік було 1412 кінотеатрів, з них 67 в Москві і 137 в Санкт-Петербурзі. За час Жовтневої революції та Громадянської війни в Російській імперії кількість кінотеатрів впала удвічі, але потім в СРСР стала швидко збільшуватися, в основному за рахунок кінопересувок.

## Конкуренція з іншими видами показу фільмів
Кінопрокат пережив три періоди потенційно масового відтоку глядачів з кінотеатрів:
- Широке розповсюдження телебачення (1950-ті роки в США);
- Поява споживчого відеозапису (рубіж 1970-1980-х років);
- Поширення технології перегляду фільмів через інтернет (початок XXI століття).

Кінопрокат бореться з тенденцією індивідуального перегляду, удосконалюючи кінотеатри та покращуючи технологію; наприклад масове впровадження багатозальних кінотеатрів, 3D-кінотеатрів, IMAX-кінотеатрів тощо. Проте, вже в середині 1980-х років доходи кінематографічних компаній від продажу відеокасет в США перевершили касові збори в американських кінотеатрах. З 2010-х років бурхливий розвиток стрімінгових платформ (Netflix, Hulu, Amazon Video) став новим конкурентом індустрії кінопрокату.

## Економіка

Карта дистриб'юції індійського науково-фантастичного фільму Ra.One.

### Світ
У 2011 році, за даними MPAA, світові касові збори сягнули 41 мільярд доларів.

#### США
Кінопрокату США та Канади в останній час вдалося утримувати відвідуваність на рівні більше 1 мільярда відвідувань на рік. Касові збори за 2018 рік склали 11,9 мільярдів доларів. Основну масу виручки у кінопрокаті США приносять масові популярні фільми, на кшталт блокбастерів та коміксів. Лідером кінопрокату США останніх років, та зокрема 2019 року, є студія Волта Діснея.

#### СРСР
Економіка кінопрокату в СРСР сильно відрізнялася від американського варіанта у зв'язку з тим, що велика частка доходу від продажу квитків надходила від старих («повторних») фільмів (до 60 % наприкінці 1980-х років). Ціни на квитки в СРСР були дуже низькими — 30-40 копійок. У 1960-ті роки кіновідвідуваність в СРСР була високою (на рівні Індії). У рік продавалося понад 4,5 мільярди квитків — 20 квитків на одного жителя країни на рік. Через розвиток телебачення і втрату інтересу до кіно до 1987 відвідуваність у розрахунку на одного жителя впала до 12-13 квитків на рік. При цьому загальна кількість глядачів в 1987 році становила 3,8 мільярди, з них нові фільми зібрали 1,6 мільярд відвідувачів, касові збори були близько 1 мільярд радянських карбованців.

##### Кількість кінотеатрів в СРСР
Кількість кінотеатрів в СРСР поступово збільшувалася впродовж його історії:
- В 1925 році — 2 000
- В 1928 році — 9 800
- В 1934 році — 29 200
- В 1951 році — 42 000
- В 1960 році — 103 387
- В 1972 році — 156 913
- В 1982 році — 151 753
- В 1987 році — 153 017 (з них лише 4865 стаціонарних кінотеатрів).

#### Україна

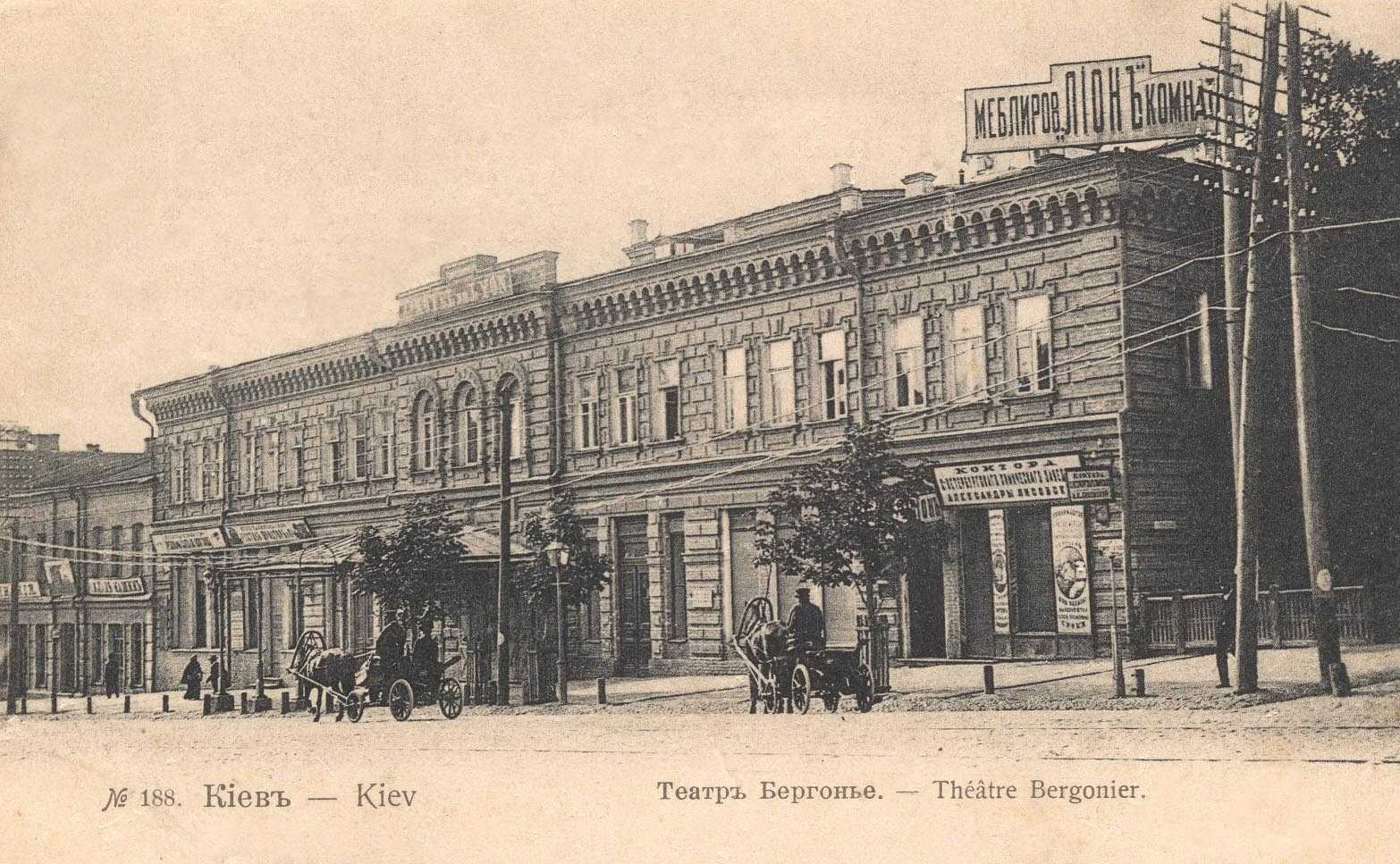
Театр Бергоньє, Київ, фото 1890—1910 рр.

Особливо бурхливим був розвиток і кінематографу (як одного з видів мистецької пропаганди), і широкої мережі кінотеатрів і кіноустановок у СРСР, причому вона охопила практичну більшість населених пунктів, включаючи селища та села (зазвичай у клубах, будинках культури була своя кіноустановка). Так, у селах України загалом існувало 25 тисяч кінозалів.
Масове згортання кіномережі, особливо на селі розпочалося ще наприкінці 1980-х, і особливо посилилося у економічно важкі 1990-ті. Унаслідок повального закриття кінотеатрів, перепрофілювання закладів чи приміщень колишніх кінотеатрів, а нерідко й занедбання й руйнації останніх, мережа кінотеатрів в Україні різко скоротилася (в рази), а у сільській місцевості їх просто не лишилося. Чинником, який остаточно зруйнував національну кіномережу стала потреба переобладнання кінотеатрів до сучасних технічних вимог і головне — необхідність показу винятково ліцензійного кіно.
Від 2000-х років у містах-мільонниках, насамперед у столиці Києві, а також Дніпрі, Донецьку, Одесі, Харкові, а також у великих містах, зокрема облцентрах (Львів, Хмельницький, Чернівці тощо) знайшлися інвестори, які викупили старі кінотеатри з метою їхнього подальшого перезапуску, переобладнання й обернення на вдалий комерційний продукт, а подеколи навіть почали будувати нові кінтеатри, відкривати кінозали у великих торговельних центрах, з'явилися перші національні мережі кінотеатрів, а потім й об'єкти міжнародних мереж.
У решті країни, і зокрема, в малих містах, райцентрах кінотеатри, як і раніше, масово закривалися. Так, на Чернігівщині у 2-му і 3-му містах області — Ніжині та Прилуках не залишилося жодного кінотеатру.
У теперішній час (2010) у співпраці голландської компанії IDS та кіностудії ім. Довженка висунуто оригінальний і доволі амбітний інноваційний проект щодо відновлення кінозалів у сільській місцевості України — запропоновано створити велику національну мережу проекторних кінозал на базі сілсьских клубів, які не отримуватимуть ліцензії Dolby й показиватимуть фільми категорії E, де менші вимоги, ніж у категорії D.